# Scopula fuliginosa
Scopula fuliginosa är en fjärilsart som beskrevs av Embrik Strand 1917. Scopula fuliginosa ingår i släktet Scopula och familjen mätare. Inga underarter finns listade.